# Tijan
Tijan je moško osebno ime.

## Izvor imena
Ime Tijan je različica imena Tihomir.

## Pogostost imena
Po podatkih Statističnega urada Republike Slovenije je bilo na dan 31. decembra 2007 v Sloveniji 71 oseb z imenom Tijan.